# Kavalloúri
Kavalloúri (Kavallouri) är en ort i Grekland.   Den ligger i prefekturen Nomós Kerkýras och regionen Joniska öarna, i den västra delen av landet, 400 km nordväst om huvudstaden Aten. Kavalloúri ligger 22 meter över havet och antalet invånare är 318. Den ligger på ön Korfu.
Terrängen runt Kavalloúri är platt åt nordväst, men åt sydost är den kuperad. Havet är nära Kavalloúri norrut.Runt Kavalloúri är det ganska tätbefolkat, med 90 invånare per kvadratkilometer. Närmaste större samhälle är Agios Georgis, 7,5 km sydväst om Kavalloúri. I omgivningarna runt Kavalloúri växer i huvudsak blandskog.